# Hallbacken
Hallbacken is een plaats in de gemeente Ale in het landschap Västergötland en de provincie Västra Götalands län in Zweden. De plaats heeft 65 inwoners (2005) en een oppervlakte van 18 hectare. Hallbacken wordt omringd door zowel landbouwgrond en bos moerasachtig gebied, ligt de plaats aan het meer Vimmersjön. De plaats Nödinge-Nol ligt slechts anderhalf kilometer ten westen van het dorp.